# Talán igent mondok
A Talán igent mondok (eredeti cím: Maybe I Do) 2023-as amerikai romantikus filmvígjáték, amelyet a saját Cheaters című színdarabja alapján Michael Jacobs írt és rendezett (rendezői debütálás). A főbb szerepekben Diane Keaton, Richard Gere, Susan Sarandon, Emma Roberts, Luke Bracey és William H. Macy látható.
Az Amerikai Egyesült Államokban 2023. január 25-én került a mozikban. Magyarországon március 30-án mutatta be a Vertigo Média Kft.

## Cselekmény
Sam és Grace egy moziban ismerkednek meg, mindketten egyedül ülnek be egy svéd filmre. A vetítés után elgondolkodnak rajta, hogy elmennek egy olcsó motelbe szexelni. Végül gyorséttermi kaját és sört vesznek, és ugyan elmennek a szobába, az estét inkább sétálással és beszélgetéssel töltik.
Howard és Monica egy hotelben vannak – négy hónapja viszonyuk van – mivel Howard házas. Howard szakítani akar, de Monica burkolt fenyegetésekkel próbálja maradásra bírni. Ennek ellenére a férfi elmegy.
Michelle és Allen egy esküvőn vesznek részt. Allen elkapja a menyasszonyi csokrot, mielőtt Michelle elérhetné, aki romantikusan elképzelte, hogy ez lehet kapcsolatuk tökéletes jövőjének kezdete. Otthon Michelle átöltözik, ultimátumot ad Allennek: 24 órája van dönteni. Ezután kilép az ajtón.
Howard egy kávézóba megy Monica elhagyása után. Ott egy pincérnővel együtt figyelnek meg egy fiatal párt, ami nosztalgiát ébreszt benne. Monica eközben egy fiatal hotelrecepciónistának azt mondja: milyen gyorsan öregszik az ember.
Otthon Howard a nappaliban találja feleségét, Grace-t. Kínos beszélgetésük után megérkezik lányuk, Michelle, aki elmeséli az ultimátumot, amit Allennek adott. Grace teljesen támogatja a döntését. Eközben Allen is elmeséli szüleinek – Samnek és Monicának – mire jutottak Michelle-lel. Sam örülne az esküvőnek, Monica viszont nem támogatja.
Másnap reggel a vallásos Grace egy tévés prédikációt néz a hűtlenségről és a bűnbánatról, és válaszolgat is a képernyőn elhangzó szavakra. Howard ezt hallva nesztelenül elhagyja a konyhát. A szülők tovább győzködik gyermekeiket a házasság fontosságáról. Michelle mindkét szülője beszél az eljegyzési gyűrű jelentőségéről, mint az elköteleződés szimbólumáról, miközben ők maguk titkolják a saját hűtlenségüket, és egyikük sem viseli a gyűrűjét. Howard és Grace meglepődnek, hogy a két szülőpár még sosem találkozott, ezért Michelle-t kérik meg, hogy hívja meg Allenéket vacsorára. Sam elfogadja a meghívást, Monica kevésbé lelkesen. Allen és szülei érkezésekor rendkívül feszült a légkör, noha a viszonyok még mindig titokban maradnak. Monica és Howard együtt mennek el italokat hozni, ahol Monica újra fenyegetésekkel célozgat. Grace kifogással élve megmutatja Samnek a kertet, ahol a férfi próbálja meggyőzni, hogy különleges kapcsolat van köztük, és harcolniuk kéne érte, Grace azonban a házasságát akarja megmenteni. Michelle és Allen közben tovább beszélgetnek a házasságról. Michelle arra a következtetésre jut, hogy Allen negatív hozzáállása a házassághoz a szülei kudarcba fulladt kapcsolatából fakad. Michelle végül mind a négy szülő előtt megkéri Allent, hogy bízzon a jelenben, ne a rossz végkimeneteltől féljen és ugorjon fejest a szerelembe. Ezután kimegy, Allen pedig apja és Sam biztatására követi. Amint a fiatalok elmennek, Monica elkezdené felfedni a viszonyát Howarddal, de Grace és Sam megelőzik, és beismerik, hogy előző este találkoztak. Monica ezután gúnyosan felfedi saját kapcsolatát Howarddal. Howard könyörög Grace-nek, hogy bocsásson meg. Grace sírva rohan ki, Howard és Sam pedig összemérik, melyikük „rosszabb”. Howard szerint az ő kapcsolata Monicával csak testi volt, Sam pedig azt állítja, az övé Grace-szel szellemi. Rövid dulakodás után öleléssel békülnek ki. Howard beismeri, hogy felesége és Sam is jobb ember nála. Monica eközben követi Grace-t, és megpróbálja meggyőzni, hogy Howard még menthető. A férfiak csatlakoznak hozzájuk. Howard azt mondja, ez volt az első és egyetlen alkalom, hogy megcsalta, amit Monica is megerősít. Grace mélyen megbántódik, amiért a férje máshoz fordult, ahelyett hogy vele beszélt volna a problémáikról. Sírással távozik, de Sam arra biztatja Howardot, hogy menjen utána, mert szerinte Grace legjobb esélye a boldogságra még mindig vele van. Sam és Monica végül kettesben maradnak. Sam elmondja, hogy mindig úgy érezte, Monica sokkal érdekesebb nála – igazi elsöprő erő – és csak a fiuk miatt maradt vele. Grace-szel való találkozása megmutatta neki, hogy még képes lehet újra szeretni.
Michelle és Allen végül saját fogadalmat írva házasodnak össze. Az esküvő után látjuk, ahogy Sam és Monica különválnak, míg Howard és Grace újra felfedezik a szenvedélyt egymás iránt.

## Szereplők
| Szerep    | Színész               | Magyar hangja (1. szinkron, 2023) | Magyar hangja (2. szinkron) |
| --------- | --------------------- | --------------------------------- | --------------------------- |
| Grace     | Diane Keaton          | Bánsági Ildikó                    | Bánsági Ildikó              |
| Sam       | William H. Macy       | Epres Attila                      | Epres Attila                |
| Howard    | Richard Gere          | Csernák János                     | Mihályi Győző               |
| Monica    | Susan Sarandon        | Kútvölgyi Erzsébet                | Kovács Nóra                 |
| Michelle  | Emma Roberts          | Bogdányi Titanilla                | Bogdányi Titanilla          |
| Allen     | Luke Bracey           | Fehér Tibor                       | Fehér Tibor                 |
| Manny     | Michael Kostroff      | Harmath Imre                      | N/A                         |
| Szomszéd  | John Rothman          | Borbiczki Ferenc                  | N/A                         |
| Miniszter | James Monroe Iglehart | Holl Nándor                       | N/A                         |

### Magyar változat
| 1. szinkron - Főcím: Galambos Péter - Magyar szöveg: Tóth Róbert - Hangmérnök: Bederna László - Vágó: Pilipár Éva - Gyártásvezető: Vigvári Ágnes - Szinkronrendező: Orosz Ildikó A szinkront a Direct Dub Studios készítette el. | 2. szinkron - Magyar szöveg: Tóth Róbert - Hangmérnök és vágó: Papp Zoltán István - Gyártásvezető: Mészáros Szilvia - Szinkronrendező: Berzsenyi Zoltán - Produkciós vezető: Legény Judit A szinkront a Laborfilm Szinkronstúdió készítette el. |

## A film készítése
A forgatás 2022 februárjában és márciusában zajlott a New Jersey állambeli Montclairben és Cranfordban.

## Bemutató
2022 novemberében bejelentették, hogy a Vertical Entertainment megszerezte a film észak-amerikai forgalmazási jogait, amely 2023. január 25-én került a mozikba.

## Forgadtatás
A Rotten Tomatoes weboldalon 31%-os értékelést kapott 48 pozitív kritika alapján, az átlagértékelése 4,8 pont a 10-ből. Az oldal szöveges összefoglalója szerint: „A címe sok kétséget hagy maga után, de ne tévesszen meg senkit: a lenyűgöző szereposztás ellenére a Talán igent mndok egy határozottan gyenge romantikus filmvígjáték.” A Metacritic oldalán 100-ból 42 pontot kapott 10 kritika alapján, ami „vegyes vagy átlagos” értékelést jelent.